# Bibliothèque Butler
Pour les articles homonymes, voir Butler.
La bibliothèque Nicholas Murray Butler, appelée colloquialement bibliothèque Butler, située sur le campus Morningside Heights de l'université Columbia au 535 West 114th Street, est la plus grande bibliothèque de l'université avec plus de 2 millions de volumes. L'un des plus grands bâtiments du campus, il a été construit de 1931 à 1934 et a été conçu par James Gamble Rogers (en) dans le style néoclassique.

## Description
La façade de la bibliothèque comporte une arcade de colonnes ioniques au-dessus desquelles sont inscrits les noms des écrivains, philosophes et penseurs: Homère, Hérodote, Sophocle, Platon, Aristote, Démosthène, Cicéron et Virgile sur la face nord; Cervantes, Shakespeare, Milton, Voltaire et Goethe sur la face est, face à John Jay Hall (en) et Wallach Hall (en); et Horace, Tacite, Saint Augustin, Thomas d'Aquin et Dante sur la façade occidentale, face à Alfred Lerner Hall (en) et Carman Hall (en).

## Historique
À l'origine appelé « South Hall », en 1946, il a été renommé pour honorer Nicholas Murray Butler, le président de l'université Columbia de 1902 à 1945, qui a proposé les plans d'un nouveau bâtiment lorsque les plans visant à agrandir la bibliothèque commémorative Low ne se sont pas concrétisés. La nouvelle bibliothèque a été financée par Edward Harkness (en), un ancien étudiant britannique qui a également été l'un des donateurs pour le système des collèges résidentiels de l'université Yale (en) et des résidences de l'université Harvard.

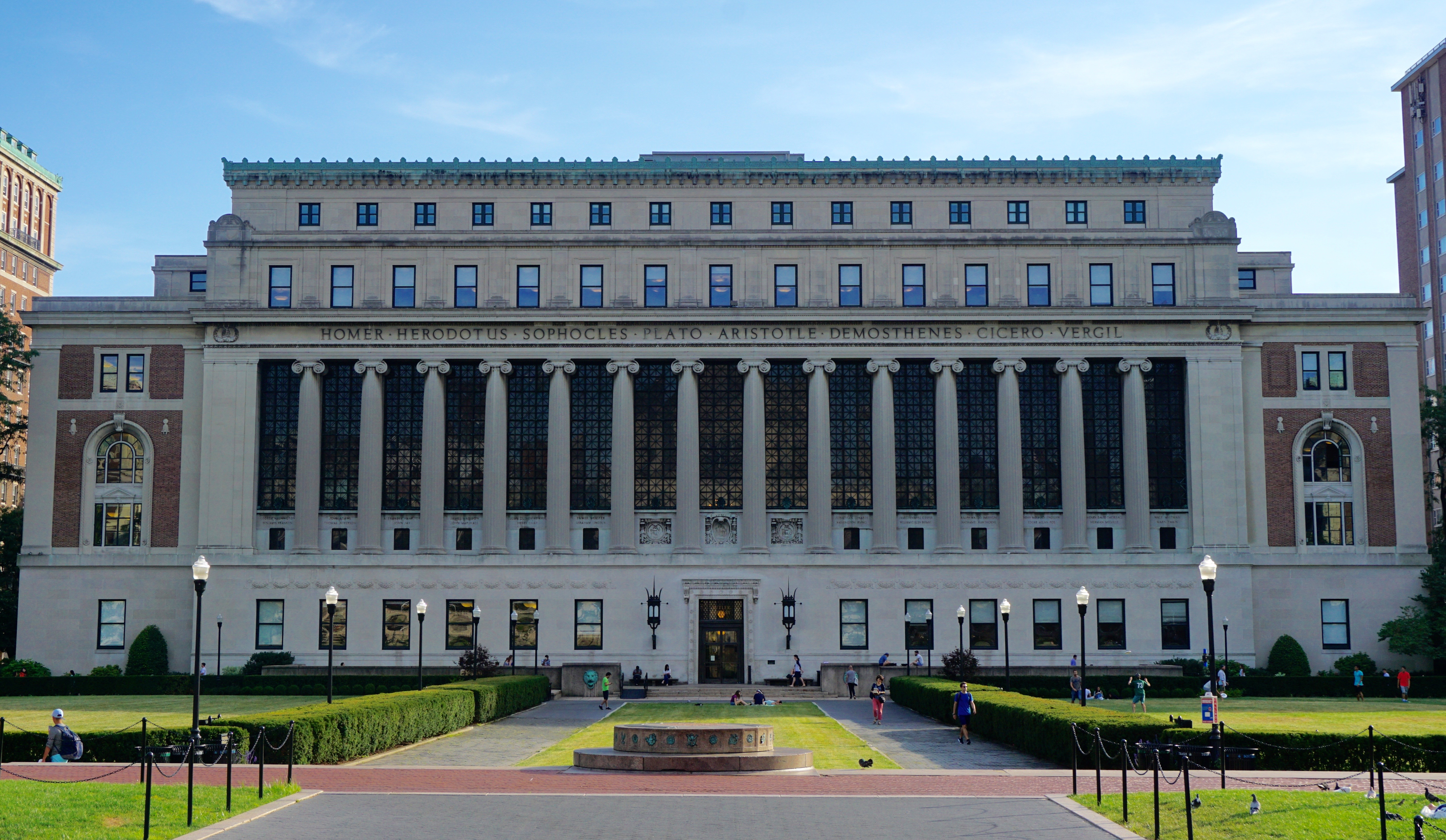
Façade, vue intérieure du campus Morningside.